# Tatrzańskie Ochotnicze Pogotowie Ratunkowe

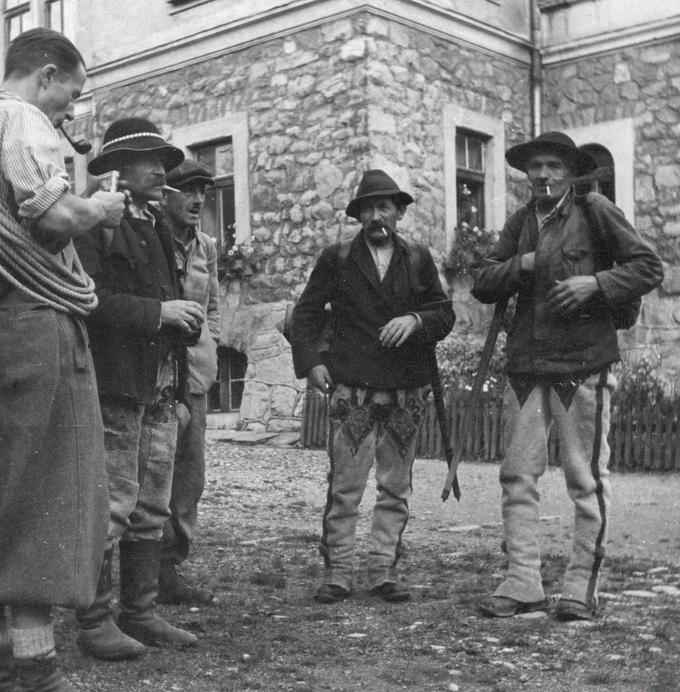
Záchranáři TOPR v roce (1942) - tehdy poněmčeným Freiwillige Tatra Bergwacht

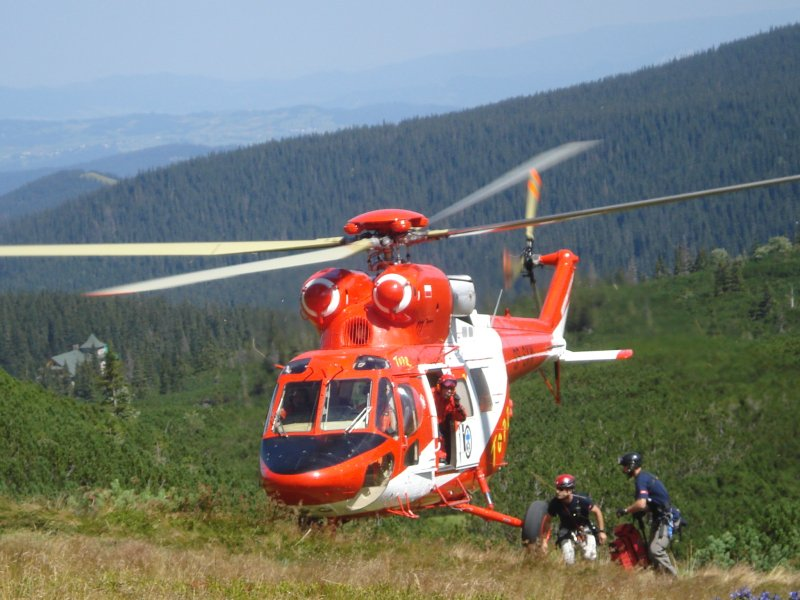
Záchranáři TOPR pomáhají turistce na chodníku na Kasprov vrch

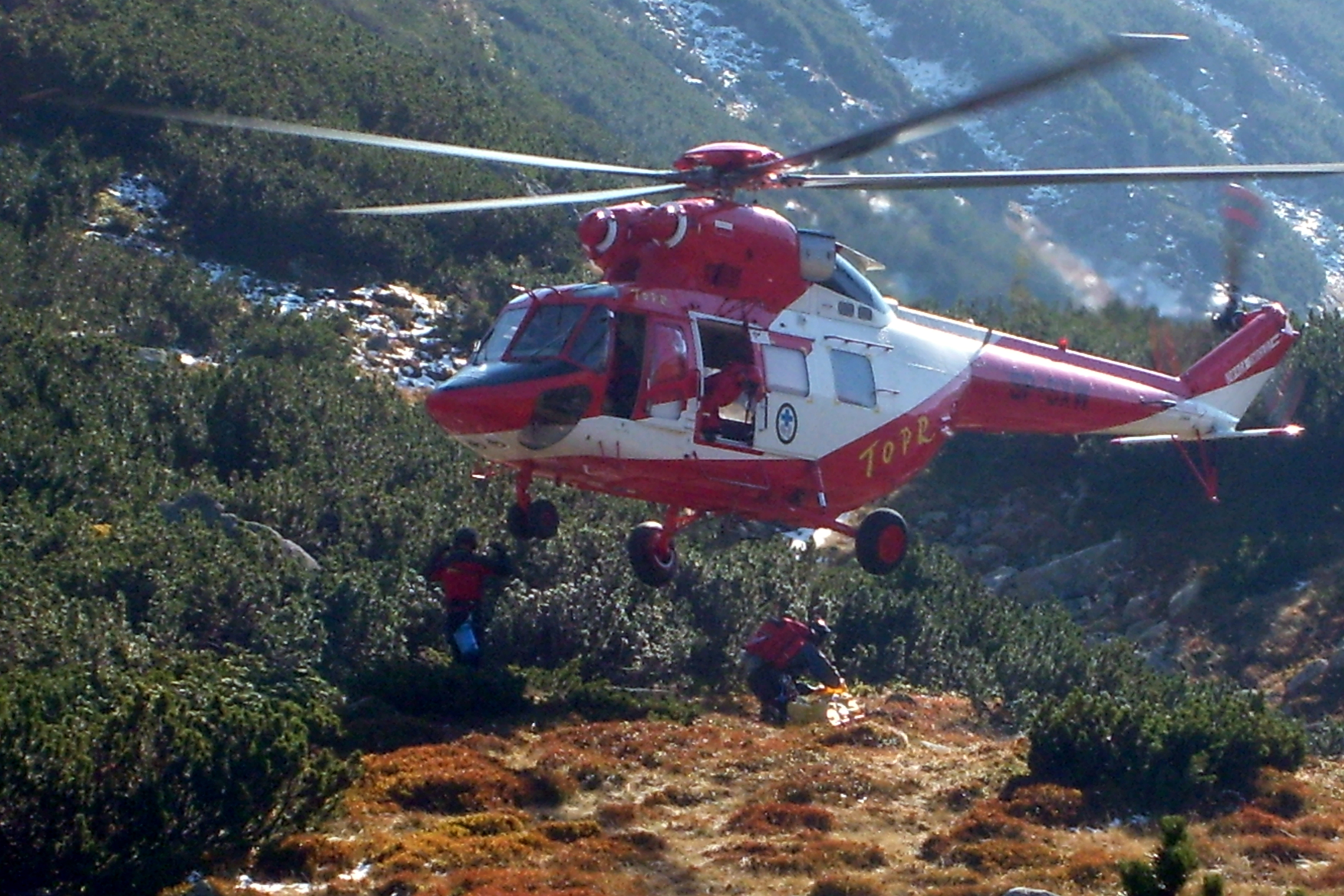
Záchranná akce Tatrzańskiego Ochotniczego Pogotowia Ratunkowego

Tatrzańskie Ochotnicze Pogotowie Ratunkowe, (TOPR, Tatranská dobrovolná záchranná služba) je polská záchranářská organizace, která vykonává činnost v horských oblastech včetně jeskyní a propastí. Její náplní je organizace a výkon záchranné činnosti, transportu a neodkladné dopravy při záchraně osob především v součinnosti s leteckou záchranou v oblasti polských Tater a na požádání i na slovenské straně Tater.

## Historie
Vysoký počet těžkých a smrtelných nehod v horských oblastech Tater na začátku 20. století rozproudil diskuzi o ustanovení záchranářské organizace, která by mohla účinně pomoci horolezcům i turistům, kteří potřebovali pomoc. Stalo se tak 29. října 1909, když ve Lvově zaregistrovali Tatrzańskie Ochotnicze Pogotowie Ratunkowe. Velkými propagátory záchranářské myšlenky byly hudební skladatel Mieczysław Karłowicz a tehdejší plukovník Mariusz Zaruski. Mieczysław Karłowicz se nedožil založení organizace. Zahynul pod sněhovou lavinou 8. února 1909. Záchranné akce se rozbíhaly už před založením nové organizace. Skupiny dobrovolníků zasahovaly 10. září 1908 na Wielké Buczynowej Turni a uskutečnili dalších šest záchranných akcí.
TOPR bylo samostatnou organizací. Jejími členy byli goralští horští vůdci a několik horolezců. Náklady na záchranu hradili samotní zachránění nebo jejich rodiny. Prvním náčelníkem TOPR byl Mariusz Zaruski, předsedou sdružení byl Kazimierz Dłuski. Zástupcem náčelníka se stal horský vůdce Klemens Bachleda (zahynul 6. srpna 1910) a potom Józef Oppenheim, který byl v letech 1926 – 1939 náčelníkem TOPR. Pod jeho vedením se TOPR stalo sekcí Polskiego Towarzystwa Tatrzańskiego. V letech 1940 – 1944, během fašistické okupace, se organizace musela přejmenovat na Freiwillige Tatra Bergwacht. Vedl ji Zbigniew Korosadowicz. Využíval povolení pro volný pohyb po Tatrách na doprovázení uprchlíků během ilegálních přechodů Tater na Slovensko. 
V roce 1952 Tatrzańskie Ochotnicze Pogotowie Ratunkowe bylo včleněno do struktury záchranářské organizace Górskiego Ochotniczego Pogotowia Ratunkowego (Horské dobrovolné záchranné služby) a o čtyři roky později záchranáři účinkovali v Tatranské skupině GOPR.
V roce 1963 byl poprvé použit na záchrannou akci vrtulník Mi-1, který pilotoval Tadeusz Augustyniak. Transportoval turistu se zlomeninou nohy z Doliny Pięciu Stawów Polskich do zakopanské nemocnice . V roce 1974 dostali záchranáři prvního lavinového psa. Byl to německý ovčák jménem "Cygan".
V roce 1991 TOPR přestalo být součástí záchranářské organizace GOPR. V roce 1992 od polského prezidenta Lecha Wałęsy záchranáři TOPR dostali vrtulník PZL W-3 Sokół, který měl lepší letové parametry na záchranářské akce v horách než jeho předchůdci. O tři roky později 11. srpna 1994 jeho posádka havarovala v Dolině Olczyskiej. Zahynuli oba piloti Bogusław Arendarczyk a Janusz Rybicki a dva záchranáři Janusz Kubica a Stanisław Mateja.
V roce 1995 TOPR dostalo nový vrtulník "Sokol", který provozovalo Lotnicze Pogotowie Ratunkowe (Letecká záchranná služba). Na začátku vrtulník sloužil na záchranu jen během letní a zimní sezóny, od roku 2000 má v Zakopaném stálé stanoviště.
V roce 1999 se TOPR stalo řádným členem Mezinárodní komise pro záchranu v Alpách - IKAR ( anglicky International Commission for Alpine Rescue)
Rok 2003 byl jeden z nejtragičtějších. V polských Tatrách 13 studentů lycea z Těch vystupujících na Rysy smetla lavina. Osm studentů pod lavinou zemřelo. Na druhý den během záchranné akce záchranářského vrtulníku "Sokol" selhaly oba motory. Pilot Henryk Serda (záchranářům se podařilo během letu vyskočit) pomocí autorotace (bezpečné přistání pomocí speciální pilotáže) tvrdě přistál a zlomil ocasní část helikoptéry. Po tomto incidentu ho uvolnili ze služby a obvinili z porušení leteckých předpisů. Později byl osvobozen a roku 2005 se znovu pilotoval opravený "Sokol", který už provozovala společnost TOPR.

## Náčelníci TOPR
TOPR 1909 – 1956

- Mariusz Zaruski 1909 – 1914
- Józef Oppenheim 1914 – 1939
- Zbigniew Korosadowicz 1940 – 1945
- Witold Henryk Paryski 1945 –  ?
- Wojciech Gąsienica Wawrytko ?
- Stefan Zwaliński ?
- Tadeusz Pawłowski 1947 – 1952
- Zygmunt Wójcik 1953 – 1956

Tatranská skupina GOPR 1956 – 1991

- Zygmunt Wójcik 1956 – 1960
- Eugeniusz Strzeboński 1960 – 1964
- Zygmunt Wójcik 1964 – 1966
- Michał Gajewski 1967 – 1969
- Ryszard Drągowski 1969 – 1972
- Michał Jagiełło 1972 – 1974
- Tadeusz Ewy 1974 – 1976
- Stanisław Janik 1976 – 1977
- Ryszard Szafirski 1977 – 1978
- Jerzy Klimiński 1978 – 1981
- Jan Komornicki 1981 – 1982
- Stanisław Łukaszczyk Zbójnik 1982 – 1987
- Jan Komornicki 1987
- Piotr Malinowski 1987 – 1991

TOPR od 1991

- Piotr Malinowski 1991 – 1993
- Robert Janik 1993 – 1998
- Jan Krzysztof od 1998 dodnes

Čekatelé na členství v TOPR musí projít zkušební lhůtou od 1,5 do 3 let. Musí prokázat vynikající znalosti o topografii Tater, musí mít praktické dovednosti v horolezectví, speleologii, lyžování a záchraně. Na konci přípravy čekatel - záchranář složí zkoušky a přísahu. V roce 2011 mělo TOPR asi 250 členů, z nichž 140 mělo právo účastnit se záchranných akcí. Většina z nich byli záchranáři - dobrovolníci. Statut profesionálního záchranáře má 33 členů TOPR.
Letecký personál v TOPR v letech 1963 – 2003

- Piloti: Tadeusz Augustyniak (1930 – 2011), Bogusław Arendarczyk, Andrzej Brzeziński, Robert Hojdys, Józef Kania, Zbigniew Łukasik, Janusz Rybicki, Henryk Serda, Janusz Siemiątkowski, Wojciech Wiejak i Wiesław Wolański.

## Adresa náčelníctva
Tatrzańskie Ochotnicze Pogotowie Ratunkowe
34-500 Zakopane, ul. Piłsudskiego 63a
tel: (+48) 18 2014731
fax: (+48) 18 2015560
záchranná sluba: (+48) 601 100 300